# Madeleine Malonga
Madeleine Malonga (Soisy-sous-Montmorency, 25 dicembre 1993) è una judoka francese.

## Palmarès
- Giochi olimpici

Tokyo 2020: argento nei 78 kg.
Parigi 2024: oro nella gara a squadre.
- Mondiali

Tokyo 2019: oro nei 78 kg e argento nella gara a squadre.
- Giochi europei

Baku 2015: oro nella gara a squadre.
Minsk 2019: bronzo nei 78 kg e nella gara a squadre.
- Europei

Kazan' 2016: bronzo nella gara a squadre.
Tel Aviv 2018: oro nei 78 kg.
Praga 2020: oro nei 78 kg.
- Universiadi

Kazan' 2013: argento nei 78 kg e bronzo nella gara a squadre.
Taipei 2017: bronzo nella gara a squadre.
- Mondiali juniores

Lubiana 2013: bronzo nei 78 kg.
- Europei juniores

Lommel 2011: bronzo nei 78 kg.
Parenzo 2012: bronzo nei 78 kg.
Sarajevo 2013: oro nei 78 kg.
- Europei cadetti

Capodistria 2009: bronzo nei +70 kg.

### Vittorie nel circuito IJF
| Data            | Località | Paese       | Categoria  |
| --------------- | -------- | ----------- | ---------- |
| 11 maggio 2014  | Baku     | Azerbaigian | Grand Slam |
| 29 marzo 2015   | Samsun   | Turchia     | Grand Prix |
| 3 aprile 2016   | Samsun   | Turchia     | Grand Prix |
| 29 luglio 2018  | Zagabria | Croazia     | Grand Prix |
| 9 febbraio 2019 | Parigi   | Francia     | Grand Slam |
| 9 febbraio 2020 | Parigi   | Francia     | Grand Slam |